# 国鉄タサ400形貨車
国鉄タサ400形貨車（こくてつタサ400がたかしゃ）は、かつて鉄道省及び1949年（昭和24年）6月1日以降は日本国有鉄道（国鉄）に在籍した私有貨車（タンク車）である。
本形式と同一の専用種別であるタサ2100形、本形式より改造され別形式となったタム5500形についても本項目で解説する。

## タサ400形
タサ400形は希硫酸専用の20t 積三軸私有貨車として1929年（昭和4年）9月3日から1930年（昭和5年）2月1日にかけて9両（タサ400 - タサ408）が日本車輌製造、汽車製造の2社にて製造された。その後1930年（昭和5年）6月6日から1940年（昭和15年）5月20日にかけてタサ2000形より3両（タサ2004、タサ2005、タサ2003→タサ409 - タサ411）、タ1700形より2両（タ1702、タ1701→タサ412 - タサ413）が改番され、本形式に編入された。1939年（昭和14年）1月23日にはタサ400形より4両（タサ403、タサ404、タサ406、タサ410→タム5500 - タム5503）の専用種別変更（希硫酸→希硝酸）が行われ形式は新形式であるタム5500形（後述）とされた。
本形式の他に希硫酸を専用種別とする形式は、タ1370形（3両）、タ1400形（3両）、タ1900形（4両）、タム3500形（6両）、タラ300形（13両）、タサ2100形（1両､後述）、タキ1450形（1両）、タキ1700形（31両）、タキ4700形（3両）、タキ4750形（6両）、タキ7600形（2両）、タキ19700形（6両）の12形式がある。
落成当時の所有者は、全車とも大日本人造肥料（その後日産化学工業へ社名変更。タサ413は落成時から日産化学工業。）である。
塗色は、黒であり、全長は8,400mm、全幅は2,366mm、軸距は2,400mm+2,400mm又は2,500mm+2,500mm、実容積は13.0m3、自重は14.6t、換算両数は積車3.5、空車1.6、最高運転速度は65km/h、走り装置は一段リンク式の三軸車である。
1968年（昭和43年）9月30日に最後まで在籍した10両（タサ400 - タサ402、タサ405、タサ407 - タサ409、タサ411 - タサ413）が廃車となり同時に形式消滅となった。

## タム5500形
タム5500形は、前述の通り1939年（昭和14年）1月23日にタサ400形より4両（タサ403、タサ404、タサ406、タサ410→タム5500 - タム5503）の専用種別変更（希硫酸→希硝酸）が行われ誕生した日本初の希硝酸専用の16t積タンク車である。専用種別変更に伴う改造内容はタンク体の新製交換である。
所有者は種車同様日産化学工業でありその常備駅は高山本線の速星駅であった。
1968年（昭和43年）9月30日に最後まで在籍した2両（タサ2101、タサ2103）が廃車となり同時に形式消滅となった。

## タサ2100形
タサ2100形は希硫酸専用の20t 積私有貨車として1939年（昭和14年）3月25日に1両（コタサ2100）のみが新潟鐵工所にて製造された。所有者は、日本鉱業でありその常備駅は常磐線の日立駅であった。
塗色は、銀色であり、全長は8,600mm、全幅は2,366mm、台車中心間距離は8,600mm、実容積は13.2m3、自重は17.1t、換算両数は積車3.5、空車1.8、最高運転速度は75km/h、台車はアーチバー式のTR20であったがその後TR41Dに変更された。
1974年（昭和49年）10月3日に廃車となり同時に形式消滅となった。